# Клитос
Клитос (грч. Κλείτος) је насељено место у општини Кожани у периферији Западна Македонија, Грчка. Према попису из 2021. године било је без становника.
Насеље је 1913. године имало 939 житеља Турака. Године 1923. турско становништво је принудно исељено у Турску а на њихово место су насељене грчке избегличке породице из Турске, којих је на попису из 1928. године било 662. Почетком 21. века село је напуштено због рудника лигнита. Село се раније звало Хајдарли.